# A kandicsrák kincsei
A kandicsrák kincsei a Vízipók-csodapók című rajzfilmsorozat második évadának harmadik epizódja. A forgatókönyvet Kertész György írta.

## Cselekmény
Vízipók fel szeretné díszíteni palotáját, így nagyon megörül, amikor talál egy igazgyöngyökkel teli zsákocskát. Hamarosan azonban kiderül, hogy a zsákot kétségbeesetten keresi valaki: mégpedig gazdája, a kandicsrák.

## Alkotók
- Rendezte és tervezte: Szabó Szabolcs, Haui József
- Írta: Kertész György
- Dramaturg: Bálint Ágnes
- Zenéjét szerezte: Pethő Zsolt
- Operatőr: Polyák Sándor
- Segédoperatőr: Pethes Zsolt
- Hangmérnök: Bársony Péter
- Hangasszisztens: Zsebényi Béla
- Vágó: Czipauer János
- Háttér: Molnár Péter
- Rajzolták: Katona János, Liliom Károly, Vágó Sándor, Váry Ágnes
- Kihúzók és kifestők: Gaál Erika, Szabó Lászlóné
- Színes technika: György Erzsébet
- Gyártásvezető: Vécsy Veronika
- Produkciós vezető: Mikulás Ferenc

Készítette a Magyar Televízió megbízásából a Pannónia Filmstúdió és a Kecskeméti Filmstúdió

## Szereplők
- Vízipók: Pathó István
- Keresztespók: Harkányi Endre
- Katica: Benkő Márta
- Fülescsiga: Móricz Ildikó
- Rózsaszín vízicsiga: Géczy Dorottya
- Kék vízicsiga: Felföldi Anikó
- Hátonúszó: Velenczey István
- Kandicsrák: Fónay Márta